# Välle broar
Välle broar är ett bostadsområde i Växjö som ligger mellan centrum och Växjö universitet på näset mellan Trummen och Växjösjön.
Välle broar är ett område som bebyggs sedan 2006 och blivit utvalt för en satsning på byggnationer i trä. På det 15 hektar stora området finns bland annat Sveriges högsta moderna trähus, i åtta våningar. Invid området uppförs Sveriges största passivhus, som även det byggs i trä.